# Cierges
Cierges è un comune francese di 74 abitanti situato nel dipartimento dell'Aisne della regione dell'Alta Francia.
Panorama di Cierges

## Società

### Evoluzione demografica
Abitanti censiti